# Буштелу (Пенафиел)
Буштелу (порт. Bustelo) — район (фрегезия) в Португалии, входит в округ Порту. Является составной частью муниципалитета Пенафиел. По старому административному делению входил в провинцию Дору-Литорал. Входит в экономико-статистический субрегион Тамега, который входит в Северный регион. Население составляет 1676 человек на 2001 год. Занимает площадь 6,50 км².
Покровителем района считается Архангел Михаил (порт. São Miguel).